# 2025년 세계 수영 선수권 대회
제22회 세계 수영 선수권 대회인 2025년 세계 수영 선수권 대회는 2025년 7월 11일부터 8월 3일까지 싱가포르에서 개최된다. 원래 러시아 카잔에서 개최될 예정이었으나, 러시아의 우크라이나 침공에 대한 대응으로 2023년 2월 9일 싱가포르로 개최지가 변경되었다.
이것은 동남아시아에서 세계 선수권 대회를 개최하는 첫 번째 도시이다.

## 개최지 선정
2019년 7월 21일, 세계 수영 연맹 (당시 FINA)은 2027년 개최지로 선정된 헝가리 부다페스트와 같은 날 러시아 카잔을 개최지로 선정했다. 하지만 러시아의 우크라이나 침공에 대한 대응으로 카잔은 개최권을 박탈당했다. 싱가포르는 2023년 2월 9일 카잔을 대신하여 선정되었다.

## 경기장
대부분의 경기는 2015년 동남아시아 경기 대회를 위해 건설된 싱가포르 스포츠 허브에서 개최될 예정이다.
조직위원회는 당초 수영 경기를 싱가포르 국립경기장 또는 싱가포르 실내체육관에서 개최하는 것을 고려했으나, 결국 수영 및 아티스틱 스위밍 경기를 위해 주차장 G 부지에 임시 경기장(월드 아쿠아틱스 챔피언십 아레나로 알려질 예정)을 건설하기로 결정했다.
- 월드 아쿠아틱스 챔피언십 아레나 (아티스틱 스위밍, 수영)
- OCBC 아쿠아틱 센터 (다이빙, 수구)
- 센토사섬 (하이 다이빙, 오픈 워터 스위밍)

## 주제
싱가포르에서 개최되는 2025년 세계 수영 선수권 대회의 주제는 "물이 우리를 만든다(Water Shapes Us)"이다.

### 마스코트
2025년 4월 2일, 마스코트는 수달 올리(Ollie)와 듀공 듀이(Dewey)로 발표되었다.

## 일정
초기 경기 일정은 2024년 6월 18일에 발표되었다. 상세 경기 일정은 2024년 12월 12일에 공개되었다.
| ● | 예선 | ● | 결승 |

| 7월/8월         | 11 | 12 | 13 | 14 | 15 | 16 | 17 | 18 | 19 | 20 | 21 | 22 | 23 | 24 | 25 | 26 | 27 | 28 | 29 | 30 | 31 | 1 | 2 | 3 |
| 수영            |    |    |    |    |    |    |    |    |    |    |    |    |    |    |    |    | 4  | 4  | 5  | 5  | 5  | 5 | 6 | 8 |
| 오픈 워터 수영  |    |    |    |    | 1  | 1  |    | 2  | 2  | 1  |    |    |    |    |    |    |    |    |    |    |    |   |   |   |
| 아티스틱 스위밍 |    |    |    |    |    |    |    | ●  | 2  | 1  | 2  | 2  | 1  | 1  | 2  |    |    |    |    |    |    |   |   |   |
| 다이빙          |    |    |    |    |    |    |    |    |    |    |    |    |    |    |    | 2  | 2  | 2  | 2  | 1  | 1  | 1 | 1 | 1 |
| 하이 다이빙     |    |    |    |    |    |    |    |    |    |    |    |    |    | ●  | ●  | 1  | 1  |    |    |    |    |   |   |   |
| 수구            | ●  | ●  | ●  | ●  | ●  | ●  | ●  | ●  | ●  | ●  | ●  | ●  | ●  | 1  | 1  |    |    |    |    |    |    |   |   |   |

## 메달 집계
*   개최국 (싱가포르)
| 순위       | 나라       | 금 | 은 | 동 | 합계 |
| ---------- | ---------- | -- | -- | -- | ---- |
| 합계 (0개) | 합계 (0개) | 0  | 0  | 0  | 0    |

## 참가국
| - 아프가니스탄 (0) - 알바니아 (0) - 알제리 (0) - 아메리칸사모아 (0) - 안도라 (0) - 앙골라 (0) - 앤티가 바부다 (0) - 아르헨티나 (0) - 아르메니아 (0) - 난민 선수단 (0) - 아루바 (0) - 오스트레일리아 (0) - 오스트리아 (0) - 아제르바이잔 (0) - 바하마 (0) - 바레인 (0) - 방글라데시 (0) - 바베이도스 (0) - 벨기에 (0) - 베냉 (0) - 버뮤다 (0) - 부탄 (0) - 볼리비아 (0) - 보스니아 헤르체고비나 (0) - 보츠와나 (0) - 브라질 (0) - 브루나이 (0) - 불가리아 (0) - 부르키나파소 (0) - 부룬디 (0) - 캄보디아 (0) - 카메룬 (0) - 캐나다 (0) - 카보베르데 (0) - 케이맨 제도 (0) - 중앙아프리카 공화국 (0) - 칠레 (0) - 중화인민공화국 (0) - 중화 타이베이 (0) - 콜롬비아 (0) - 코모로 (0) - 쿡 제도 (0) - 코스타리카 (0) - 크로아티아 (0) - 쿠바 (0) - 퀴라소 (0) - 키프로스 (0) - 체코 (0) - 콩고 민주 공화국 (0) - 덴마크 (0) - 지부티 (0) - 도미니카 연방 (0) - 도미니카 공화국 (0) - 동티모르 (0) - 에콰도르 (0) - 이집트 (0) - 엘살바도르 (0) - 에리트레아 (0) - 에스토니아 (0) - 에스와티니 (0) - 에티오피아 (0) - 페로 제도 (0) - 미크로네시아 연방 (0) - 피지 (0) - 핀란드 (0) - 프랑스 (0) - 가봉 (0) - 감비아 (0) - 조지아 (0) - 독일 (0) - 가나 (0) - 영국 (14) - 그리스 (0) - 그레나다 (0) - 감 (0) - 과테말라 (0) - 기니 (0) - 기니비사우 (0) - 가이아나 (0) - 아이티 (0) - 온두라스 (0) - 홍콩 (0) - 헝가리 (0) - 아이슬란드 (0) - 인도 (0) - 인도네시아 (0) - 이란 (0) - 이라크 (0) - 아일랜드 (0) - 이스라엘 (0) - 이탈리아 (0) - 코트디부아르 (0) - 자메이카 (0) - 일본 (0) - 요르단 (0) - 카자흐스탄 (0) - 케냐 (0) - 코소보 (0) - 쿠웨이트 (0) - 키르기스스탄 (0) - 라오스 (0) - 라트비아 (0) - 레바논 (0) - 레소토 (0) - 리비아 (0) - 리히텐슈타인 (0) - 리투아니아 (0) - 룩셈부르크 (0) - 마카오 (0) - 마다가스카르 (0) - 말라위 (0) - 말레이시아 (0) - 몰디브 (0) - 말리 (0) - 몰타 (0) - 마셜 제도 (0) - 모리타니 (0) - 모리셔스 (0) - 멕시코 (0) - 몰도바 (0) - 모나코 (0) - 몽골 (0) - 몬테네그로 (0) - 모로코 (0) - 모잠비크 (0) - 나미비아 (0) - 네팔 (0) - 네덜란드 (0) - 중립 독립 선수 (0) - 뉴질랜드 (0) - 니제르 (0) - 나이지리아 (0) - 조선민주주의인민공화국 (0) - 북마케도니아 (0) - 북마리아나 제도 (0) - 노르웨이 (0) - 오만 (0) - 파키스탄 (0) - 팔라우 (0) - 팔레스타인 (0) - 파나마 (0) - 파푸아뉴기니 (0) - 파라과이 (0) - 페루 (0) - 필리핀 (0) - 폴란드 (0) - 포르투갈 (0) - 푸에르토리코 (0) - 카타르 (0) - 콩고 공화국 (0) - 루마니아 (0) - 르완다 (0) - 세인트키츠 네비스 (0) - 세인트루시아 (0) - 세인트빈센트 그레나딘 (0) - 사모아 (0) - 산마리노 (0) - 사우디아라비아 (0) - 세네갈 (0) - 세르비아 (0) - 세이셸 (0) - 시에라리온 (0) - 싱가포르 (0) (개최국) - 신트마르턴 (0) - 슬로바키아 (0) - 슬로베니아 (0) - 솔로몬 제도 (0) - 남아프리카 공화국 (0) - 대한민국 (0) - 스페인 (0) - 스리랑카 (0) - 수단 (0) - 수리남 (0) - 스웨덴 (0) - 스위스 (0) - 시리아 (0) - 타지키스탄 (0) - 탄자니아 (0) - 태국 (0) - 토고 (0) - 통가 (0) - 트리니다드 토바고 (0) - 튀니지 (0) - 튀르키예 (0) - 투르크메니스탄 (0) - 터크스 케이커스 제도 (0) - 우간다 (0) - 우크라이나 (0) - 아랍에미리트 (0) - 미국 (47) - 우루과이 (0) - 우즈베키스탄 (0) - 바누아투 (0) - 베네수엘라 (0) - 베트남 (0) - 미국령 버진아일랜드 (0) - 예멘 (0) - 잠비아 (0) - 짐바브웨 (0) |